# 朴仁煥
朴仁煥（韓語：박인환，1945年1月6日—），韩国男演员。

## 演出作品

### 電視劇
- 1965年：《漫长的归港航路》
- 1970年：《壬辰之乱》
- 1989年：KBS《王龙之家》
- 1991年：KBS《水之國》
- 1991年：MBC《黎明的眼睛》飾演 久保田
- 1991年：KBS《低林路的盡頭》
- 1991年：MBC《末路的中產階級》
- 1993年：SBS《漢江布穀鳥》
- 1993年：MBC《我们的天国》
- 1995年：SBS《魔鬼走了》
- 1995年：SBS《車神傳說》
- 1998年：KBS《野望的傳說》
- 1998年：MBC《對於愛情》
- 1999年：KBS《一個美麗的祕密》
- 1999年：MBC《菊熙》
- 1999年：SBS《Happy Together》飾演 穗荷父
- 2000年：SBS《年轻的太阳》
- 2000年：SBS《王龍的大地》
- 2001年：MBC《商道》飾演 洪得柱
- 2002年：KBS《在你身边真好》飾演 崔仁碩
- 2002年：MBC《坏女孩》
- 2002年：MBC《红豆女之恋》
- 2003年：MBC《烈愛無間道》飾演 吳東哲
- 2003年：SBS《酒國》飾演 李真平
- 2003年：SBS《太阳的南侧》飾演 盧英滿
- 2003年：SBS《太陽深處》飾演 全俊吳
- 2003年：KBS《薔薇》
- 2004年：MBC《英雄时代》
- 2004年：MBC《說你愛我》
- 2004年：SBS《最后的舞请与我一起》飾演 瑩琇父
- 2005年：MBC《加油！金顺》飾演 盧所長
- 2005年：MBC《第五共和国》飾演 鄭昇和上將
- 2005年：SBS《餅乾老師星星糖》飾演 黃甲洙
- 2005年：SBS《钻石的眼泪》
- 2005年：KBS《这该死的爱》飾演 車斗勇
- 2006年：KBS《传闻中的七公主》飾演 羅洋八
- 2006年：KBS《欧巴桑向前冲》飾演 黃甫
- 2006年：SBS《渊盖苏文》飾演 淵太祚
- 2006年：SBS《恋人》飾演 尹牧師
- 2007年：SBS《錢的戰爭》飾演 徐仁哲
- 2007年：KBS《你好！小姐》
- 2007年：KBS《媳婦的全盛時代》饰演 李秀吉（福修父）
- 2007年：SBS《大老婆的反擊》飾演 李華尚
- 2008年：KBS《我的爱金枝玉叶》飾演 張日南
- 2009年：KBS《不像三兄弟》飾演 金巡警
- 2009年：MBC《過得有滋有味》飾演 洪萬福
- 2010年：SBS《没关系，爸爸的女儿》饰演 殷基煥（彩玲父）
- 2011年：KBS《相信爱》飾演 金秀峰
- 2011年：MBC《你真漂亮》飾演 高萬植
- 2011年：MBC《愛情萬萬歲》飾演 卞春男
- 2011年：KBS《只有你》飾演 李弼隆
- 2012年：MBC《兒子傢伙們》飾演 柳原太
- 2013年：SBS《好好長大的女兒荷娜》飾演 張阪路
- 2014年：MBC《湔雪的魔女》飾演 朴義文
- 2016年：SBS《回來吧大叔》飾演 金老甲
- 2017年：MBC《歸來的福丹芝》飾演 吳赫奉
- 2017年：KBS《Mad Dog》飾演 邊國鎮
- 2019年：KBS《為何那樣，奉尚先生》飾演 簡寶久
- 2020年：KBS《絕妙的遺產》飾演 夫英裴
- 2021年：tvN《如蝶翩翩》飾演 沈德出
- 2021年：JTBC《人間失格》飾演 昌肅
- 2021年：KBS《學校2021》飾演 孔永秀
- 2023年：wavve《朴河京旅行记》
- 2023年：KBS《為你心動》飾演 （特別出演）
- 2024年：KBS《熨斗家庭》飾演 李萬得

### 電影
- 2002年：《魔法之城》
- 2004年：《瘋狂黑社會》
- 2006年：《無道里》
- 2007年：《幸福》
- 2009年：《饑渴誘罪》
- 2009年：《飛吧企鵝》
- 2009年：《執行者》
- 2009年：《洪吉童的後裔》
- 2014年：《奇怪的她》
- 2017年：《Lucid Dream》
- 2017年：《Blue Glow》
- 2018年：《奇妙的家族（朝鲜语：기묘한 가족）》飾演 萬德
- 2018年：《Be-Bop-A-Lula》
- 2022年：《王者製造》

## 獲獎
- 1973年：第9屆百想藝術大獎 - 演劇部門男子新人演技獎
- 1978年：第2屆韓國演劇祭 - 最優秀演技獎
- 1980年：東亞演劇獎 - 男子演技獎
- 1984年：第20屆百想藝術大獎 - 演劇部門男子最優秀演技獎
- 1989年：KBS演技大獎 - 男子優秀演技獎
- 1990年：MBC演技大獎 - 優秀演技獎
- 1994年：第30屆百想藝術大獎 - 演劇部門人氣獎
- 2000年：SBS演技大獎 - 男子最優秀演技獎
- 2007年：KBS演技大獎 - 特輯/文學館/獨幕劇獎
- 2009年：第3屆大邱國際音樂節 - 男子助演獎
- 2020年：KBS演技大獎 - 男子最優秀演技獎

## 外部連結
- 朴仁煥的Instagram帳戶
- 朴仁煥在NAVER上的资料
- 朴仁煥在韩国电影数据库（KMDb）上的資料（韓語）